# Société de géographie commerciale de Bordeaux
Pour les articles homonymes, voir Société de géographie (homonymie).
Vous pouvez aider à l'améliorer ou bien discuter des problèmes sur sa page de discussion.
- Certaines informations devraient être mieux reliées aux sources mentionnées dans la bibliographie ou les liens externes. Améliorez sa vérifiabilité en les associant par des références. (Marqué depuis juin 2016)
- Son texte doit être wikifié : il ne correspond pas à la mise en forme Wikipédia (style, typographie, liens internes, liens entre les wikis, etc.). (Marqué depuis mai 2024)

La Société de géographie commerciale de Bordeaux a été créée à Bordeaux en 1874. Cet évènement s'inscrit dans le cadre de la création au dix-neuvième siècle de sociétés de géographie dans diverses grandes villes du monde : notamment à Paris (1821), Berlin (1828), Londres (Royal Geographical Society, 1830) et Mexico (1833). Ses principaux instigateurs sont Marc Maurel et Pierre Foncin. Cette société savante perdure sous son nouveau nom de Société de géographie de Bordeaux depuis 1972 ; celle-ci soutient depuis 1948 la revue de géographie, les Cahiers d'Outre-Mer , et organise depuis 1975 un cycle de conférences, les Lundis de la géographie.

## Historique

Ancien logo de la Société de géographie commerciale de Bordeaux

Le 3 juillet 1874, est créée la Société de géographie commerciale de Bordeaux. Le comité d'organisation est formé par Abel Baour, négociant ; Ferdinand Desbonne, négociant ; L. Duprat, armateur ; Pierre Foncin, professeur d’histoire et géographie ; Hippolyte Grossard, courtier ; Marc Maurel, armateur; Fernand Samazeuilh, banquier ; Scheeungrun-Lopès-Dulies, armateur.
Pierre Foncin qui était professeur de lycée avant d'être promu professeur à l'université de Bordeaux en 1877, est également à l'origine de sections locales qui verront le jour dans le Sud-Ouest les années qui suivent, notamment à Agen, Bergerac, Blaye, Mont-de-Marsan, Périgueux et Tarbes. Particulièrement grâce à Marc Maurel (1826-1911), le premier président de la société, et grâce à Pierre Foncin (1841-1916), cette association montre son dynamisme à l'échelle nationale et à celle du Sud-Ouest. 
D'abord focalisée sur l'ensemble d'un monde à découvrir dans un contexte de rivalités coloniales (Afrique, Asie, îles tropicales), sur les ports et la navigation, cette société savante bordelaise se redéploie progressivement à partir de 1895 vers les thèmes de géographie régionale privilégiant le Sud-Ouest de la France sans néanmoins abandonner les thèmes concernant l'outre-mer. Elle est reconnue d'utilité publique en 1896. 
Peu active durant les deux guerres mondiales et l'entre-deux-guerres, la société devient association loi de 1901, dans les années 1960. Elle retrouve alors son dynamisme grâce à Louis Papy. Son activité se focalise sur des conférences publiques, les « lundis de la géographie ».
En mai 2025, une convention est signée entre la Société de Géographie de Bordeaux et l'Université Bordeaux Montaigne concernant le don des collections documentaires de la société (12 000 documents environ), 6 volumes anciens faisant quand à eux l'objet d'un dépôt et d'une conservation par l’université à titre gracieux.

## Finalités
Pour cette société, il s'agit de réaliser une alliance définie comme intime entre une géographie qualifiée d'usuelle et les centres d'intérêt du négoce bordelais.
La Société de géographie commerciale de Bordeaux, dès sa création, a publié un bulletin, devenue en 1912 la Revue de géographie commerciale. On peut en lire 349 numéros sur Gallica, le site de la Bibliothèque nationale de France.
Outre l'édition de ce bulletin, les activités sont nombreuses : 
- le fonctionnement de commissions comme celle de prononciation et terminologie géographiques ;
- la désignation de lauréats pour des prix de géographie (médaille d'argent de la SGCB) ;
- l'organisation de conférences et d'expositions.